# The Greg Kihn Band
The Greg Kihn Band fue una banda estadounidense liderada por Greg Kihn y el bajista Steve Wright. Sus sencillos más exitosos incluyen "The Breakup Song (They Don't Write 'Em)", número 15 del Billboard Hot 100 en 1981 y "Jeopardy" número 2 en 1983. El estilo y los géneros musicales de la banda comprenden el rock, el pop rock y el power pop.
La banda también es conocida por ser la primera banda del virtuoso guitarrista estadounidense Joe Satriani.

## Historia
En 1976 Greg Kihn formó The Greg Kihn Band, con Steve Wright en el bajo, Robbie Dunbar en la guitarra y Larry Lynch en la batería.
En 1981, obtuvieron un sencillo Top 20, "The Breakup Song (They Don't Write 'Em)", del álbum RocKihnRoll.
En la década de 1980 editaron una serie de álbumes titulados con juegos de palabras: Kihntinued (1982), Kihnspiracy (1983), Kihntagious (1984) y Citizen Kihn (1985). Su segundo sencillo exitoso fue "Jeopardy" de 1983, llegando al número 2 del Billboard Hot 100.
En 1986, Joe Satriani reemplazó a Greg Douglass en la guitarra principal, Tyler Eng reemplazó a Larry Lynch en la batería y Pat Mosca reemplazó a Gary Phillips en los teclados. En 1987 Satriani dejó la banda y fue reemplazado por Jimmy Lyon.
A mediados de la década de 1990 continuaron tocando con una formación formada por el hijo de Greg, Ry Kihn en la guitarra principal, Dave Danza en la batería, Dave Medd en los teclados y Robert Berry en el bajo.
El 13 de agosto de 2024, Greg Kihn falleció después de una larga batalla contra la enfermedad de Alzheimer a la edad de 75 años.

## Discografía[4]

### Álbumes
| Año  | Álbum                                        | US Top 200 |
| ---- | -------------------------------------------- | ---------- |
| 1976 | Greg Kihn Band                               | —          |
| 1977 | Greg Kihn Again                              | —          |
| 1978 | Next of Kihn                                 | 145        |
| 1979 | With the Naked Eye                           | 114        |
| 1980 | Glass House Rock                             | 167        |
| 1981 | Rockihnroll                                  | 32         |
| 1982 | Kihntinued                                   | 33         |
| 1983 | Kihnspiracy                                  | 15         |
| 1984 | Kihntagious                                  | 121        |
| 1985 | Citizen Kihn                                 | 51         |
| 1986 | Love and Rock & Roll                         | —          |
| 1991 | Unkihntrollable (Greg Kihn Live)             | —          |
| 1992 | Kihn of Hearts                               | —          |
| 1994 | Mutiny                                       | —          |
| 1996 | King Biscuit Flower Hour                     | —          |
| 1996 | Horror Show                                  | —          |
| 2000 | True Kihnfessions                            | —          |
| 2004 | Jeopardy                                     | —          |
| 2006 | Greg Kihn Live, Featuring Ry Kihn            | —          |
| 2011 | Kihnplete (Post Beserkley Records)           | —          |
| 2012 | Greg Kihn Band: Best of Beserkley, 1974-1985 | —          |

### Sencillos

#### Ëxitos en listas musicales
| Año  | Sencillo                                  | US Hot 100 | US M.S.R. | US Dance | UK singles chart | Álbum                |
| ---- | ----------------------------------------- | ---------- | --------- | -------- | ---------------- | -------------------- |
| 1978 | "Remember"                                | 105        | -         | -        | -                | Next of Kihn         |
| 1981 | "The Breakup Song (They Don't Write 'Em)" | 15         | 5         | -        | -                | Rockihnroll          |
| 1981 | "Sheila"                                  | 102        | 39        | -        | -                | Rockihnroll          |
| 1981 | "The Girl Most Likely"                    | 104        | 57        | -        | -                | Rockihnroll          |
| 1982 | "Testify"                                 | -          | 5         | -        | -                | Kihntinued           |
| 1982 | "Happy Man"                               | 62         | 30        | -        | -                | Kihntinued           |
| 1983 | "Jeopardy"                                | 2          | 5         | 1        | 63               | Kihnspiracy          |
| 1983 | "Love Never Fails"                        | 59         | -         | -        | -                | Kihnspiracy          |
| 1984 | "Reunited"                                | 101        | 9         | -        | -                | Kihntagious          |
| 1984 | "Rock"                                    | 107        | -         | -        | -                | Kihntagious          |
| 1985 | "Lucky"                                   | 30         | 24        | 16       | -                | Citizen Kihn         |
| 1985 | "Boys Won't (Leave The Girls Alone)"      | 110        | -         | -        | -                | Citizen Kihn         |
| 1986 | "Love and Rock & Roll"                    | 92         | -         | -        | -                | Love and Rock & Roll |

#### Videos musicales
| Año  | Video                  | Diretor |
| ---- | ---------------------- | ------- |
| 1981 | "The Breakup Song"     |         |
| 1983 | "Jeopardy"             | Joe Dea |
| 1986 | "Love and Rock & Roll" |         |

## Miembros

### Última formación
- Greg Kihn - voz principal, guitarra (1976-2024)
- Ry Kihn - guitarra, coros (1996-2024)
- Dave Medd - teclados, coros (1996-2024)
- Robert Berry - bajo, coros (1996-2024)
- Dave Danza - batería (1996-2024)

### Antiguos miembros
- Robbie Dunbar - guitarras, coros, teclados (1976-1977)
- Larry Lynch - batería, coros (1976-1986)
- Steve Wright - bajo, coros, teclados (1976-1996)
- Dave Carpender - guitarra (1977-1983)
- Gary Phillips - teclados, coros (1981-19867)
- Greg Douglass - guitarra, coros (1982-1986)
- Tyler Eng - batería (1986-1996)
- Pat Mosca - teclados (1986-1996)
- Joe Satriani - guitarra (1986-1987)
- Jimmy Lyon - guitarra (1987-1996)
- Dennis Murphy - bajo (2004-2008)